# Kure
Kure (japánul: 呉市, Kure-shi) város Japánban, Hirosima prefektúrában. 2023. április 30-án a város becsült lakossága 208 024 fő volt 106 616 háztartásban, népsűrűsége pedig 590 fő/km².[1] A város teljes területe 352,80 négyzetkilométer. Erős ipari és haditengerészeti örökséggel rendelkező Kure ad otthont Japán második legrégebbi haditengerészeti kikötőjének, és továbbra is fontos bázisa a Japán Tengerészeti Véderőnek.

## Története
Kure városát 1902. október 1-jén alapították. A második világháború végéig a Japán Birodalmi Haditengerészet bázisaként szolgált. Kure volt a Jamato csatahajók – a világ legnagyobb csatahajói – honi bázisa.
1945. július 24. és 28. között amerikai repülőgépek bombázták a japán flotta utolsó maradványait a kurei haditengerészeti bázison.

## Népesség
| Lakosok száma | 239 973 | 228 552 | 212 159 |
|               | 2010    | 2015    | 2021    |

## Fordítás
- Ez a szócikk részben vagy egészben  a   Kure, Hiroshima című angol Wikipédia-szócikk ezen változatának fordításán alapul.  Az eredeti cikk szerkesztőit annak laptörténete sorolja fel. Ez a jelzés csupán a megfogalmazás eredetét és a szerzői jogokat jelzi, nem szolgál a cikkben szereplő információk forrásmegjelöléseként.
- Ez a szócikk részben vagy egészben  a   Kure (Hirošima) című cseh Wikipédia-szócikk ezen változatának fordításán alapul.  Az eredeti cikk szerkesztőit annak laptörténete sorolja fel. Ez a jelzés csupán a megfogalmazás eredetét és a szerzői jogokat jelzi, nem szolgál a cikkben szereplő információk forrásmegjelöléseként.